# Барцано
Барцано (итал. Barzanò) је насеље у Италији у округу Леко, региону Ломбардија.
Према процени из 2011. у насељу је живело 5120 становника. Насеље се налази на надморској висини од 370 м.

## Становништво
| 1931. | 1936. | 1951. | 1961. | 1971. | 1981. | 1991. | 2001. | 2011. |
| ----- | ----- | ----- | ----- | ----- | ----- | ----- | ----- | ----- |
| 2.583 | 2.536 | 2.800 | 3.005 | 3.299 | 4.106 | 4.548 | 4.836 | 5.171 |